# 田坝桥镇
田坝桥镇，是中华人民共和国贵州省毕节市七星关区下辖的一个乡镇级行政单位。

## 行政区划
田坝桥镇下辖以下地区：
田坝桥村、十二弯村、店子上村、弯腰树村、硝灰洞村、螃蟹村、高桥村和臭水井村。